# Strymon serapio
Strymon serapio is een vlinder uit de familie van de Lycaenidae. De wetenschappelijke naam van de soort werd als Thecla serapio in 1887 gepubliceerd door Godman & Salvin.

## Synoniemen
- Thecla lemnos Druce, 1890
- Thecla mesca Dyar, 1914
- Thecla inconspicua Lathy, 1930
- Strymon golbachi Johnson, Eisele & MacPherson, 1990
- Strymon trunctogen Johnson & Salazar, 1993
- Strymon altamiraensis Johnson & Kroenlein, 1993
- Strymon henaoi Salazar, Vélez & Johnson, 1997
- Strymon hurtadoi Johnson, 1997
- Strymon rosari Torres & Johnson, 1997
- Strymon originatus Johnson, Hernández & Cock, 1997